# Crazy Mixed Up Pup
Crazy Mixed Up Pup ist ein US-amerikanischer animierter Kurzfilm von Tex Avery aus dem Jahr 1955.

## Handlung
Die resolute Margaret und der unter ihrem Pantoffel stehende Sam sind ein langverheiratetes Ehepaar. Sie trägt ihm auf, einkaufen zu gehen, und er nimmt seinen Hund Rover an die Leine und macht sich auf den Weg. Mit der Einkaufsliste beschäftigt, überquert er die Straße und wird wie sein Hund von einem Auto überfahren. Der Rettungswagen kommt und Sam und Rover erhalten eine Plasmainfusion – der schielende Sanitäter verwechselt jedoch die Behälter für Mensch und Tier. In der Folge verhält sich Sam teilweise wie ein Hund, während Rover mit einem Mal menschliche Züge bekommt, so bezahlt er zum Beispiel das Steak, das Sam dem Fleischer entrissen hat.
Margaret versucht zunächst, dem Chaos um Mann und Hund Herr zu werden, gibt jedoch auf, als sich Sam in die Beine des Milchmannes verbeißt und Rover sich im Bad rasiert und Ham and Eggs gebraten haben will. Sie nimmt ihre Hündin Fifi an die Leine und zieht aus. Auf der Straße werden beide von einem Auto überfahren und erneut vom schielenden Sanitäter behandelt. Nun verhält sich Margaret genauso wie Sam und beide kommen wieder zueinander. Auch Rover hat in Fifi nun endlich einen menschlich denkenden Vierbeiner gefunden, der ihm sogar seine geliebten Ham and Eggs zubereiten will.

## Produktion
Crazy Mixed Up Pup kam am 14. Februar 1955 in Technicolor in die Kinos. Es war der erste Trickfilm um das Ehepaar Margaret und Sam, die ab 1956 die Hauptfiguren der Lantz-Trickfilmreihe Maggie & Sam wurden.

## Synchronisation
| Rolle                 | Originalsprecher |
| --------------------- | ---------------- |
| Sam, Rover, Milchmann | Daws Butler      |
| Hundegebell           | Dal McKennon     |
| Margaret, Fifi        | Grace Stafford   |

## Auszeichnungen
Crazy Mixed Up Pup wurde 1955 für einen Oscar in der Kategorie „Bester animierter Kurzfilm“ nominiert, konnte sich jedoch nicht gegen When Magoo Flew durchsetzen.